# 科拉松雀鯛
科拉松雀鯛（學名：[Pomacentrus vatosoa] 错误：{{Lang}}：文本有斜体标记（帮助）），是輻鰭魚綱鱸形目雀鯛科雀鯛屬的其中一種，分布於西印度洋馬達加斯加海域，深度15至20公尺，體長可達5公分，棲息在珊瑚礁，以浮游生物為食，繁殖期時成對出現，雄魚會守護卵直到孵化，生活習性不明。